# Kollegiengeld
Das Kollegiengeld oder Kolleggeld ist – im Unterschied zum Hörergeld oder zur Studiengebühr (die zum Besuch sämtlicher Lehrveranstaltungen an einer Hochschule berechtigt) – eine Gebühr, welche der Student für ein Semester bei nur einem Professor zu bezahlen hatte. Diese Einnahmen flossen diesem direkt zu. Diese Form der Studienfinanzierung gab es zumindest durchgehend während des gesamten Spätmittelalters bis mindestens zum Ende des Kaiserreiches 1918 an deutschen Universitäten und Hochschulen. Neben dem Kollegiengeld gab es Promotionsgebühren (die für die Ablegung des Examens gefordert wurden), die ebenfalls an die Prüfer zu entrichten waren. Dazu gehörte auch die Gebühr für die Ausstellung des Diploms.
Manche Hochschullehrer, insbesondere die Privatdozenten bekamen im 19. Jahrhundert zunächst keine feste Besoldung, sondern waren auf die Einnahmen dieser Kollegiengelder angewiesen. Einer, dem es so erging, war beispielsweise der Historiker Karl Lamprecht. Auch Friedrich Schiller wusste sich daran zu erinnern, wie er 1789 in Jena sein erstes Kollegiengeld empfing.
Die Kollegiengelder waren in ihrer Höhe keineswegs unerheblich, sodass mancher diese nicht aufzubringen vermochte. Es kam vor, dass man zwar als Student immatrikuliert wurde, jedoch gewünschte Lehrveranstaltungen deshalb nicht besuchen konnte. So erging es jedenfalls 1748 Johann August Ernesti an der Universität Leipzig.
In Österreich wurde das Kollegiengeld ab dem Jahr 1850 auf Initiative von Unterrichtsminister Leo von Thun und Hohenstein eingeführt. Der von ihm verfolgte Zweck war es die neu eingeführte Lernfreiheit durch das pekuniäre Interesse der Studierenden zu steuern und die Lehrenden durch entsprechende Einkünfte anzuspornen sowie in Österreich zu halten. Auch in der Republik wurde es im Rahmen der Hochschultaxen von 1919 bis 1938 und ab 1945 auf Grundlage von Verordnungen eingehoben. Nachdem diese Verordnungen durch den Verfassungsgerichtshof aufgehoben wurden, erfolgte eine einheitliche Regelung einschließlich des Kollegiengeldes im Hochschultaxengesetz 1953. Im Jahr 1972 wurde im Zuge des erleichterten Bildungszuganges durch die Bundesregierung Kreisky mit Zustimmung der weiteren zu diesem Zeitpunkt im Nationalrat vertretenen Parteien ÖVP und FPÖ die Abschaffung unter anderem auch des Kollegiengeldes im Hochschultaxengesetz 1972 beschlossen. Für Universitätsprofessoren und -dozenten die Lehrveranstaltungen durchführen wird als Ersatz bis heute die Kollegiengeldabgeltung, derzeit nach § 51 Gehaltsgesetz, ausbezahlt.